# Kawah Ijen
Ne doit pas être confondu avec Ijen.
Le Kawah Ijen, également orthographié Kawah Idjen en français, est un des cônes volcaniques du volcan Ijen, situé dans l'extrême Est de l'île de Java, en Indonésie,. Il s'agit d'un volcan explosif actif. Son nom signifie « cratère Vert » en javanais. Son cratère sommital contient une solfatare d'où est extrait du minerai de soufre ; il abrite un lac acide réputé pour être le plus acide de la planète,. Le cratère est également connu pour produire des « flammes bleues » que les randonneurs viennent observer la nuit ou à l'aube.

## Géographie

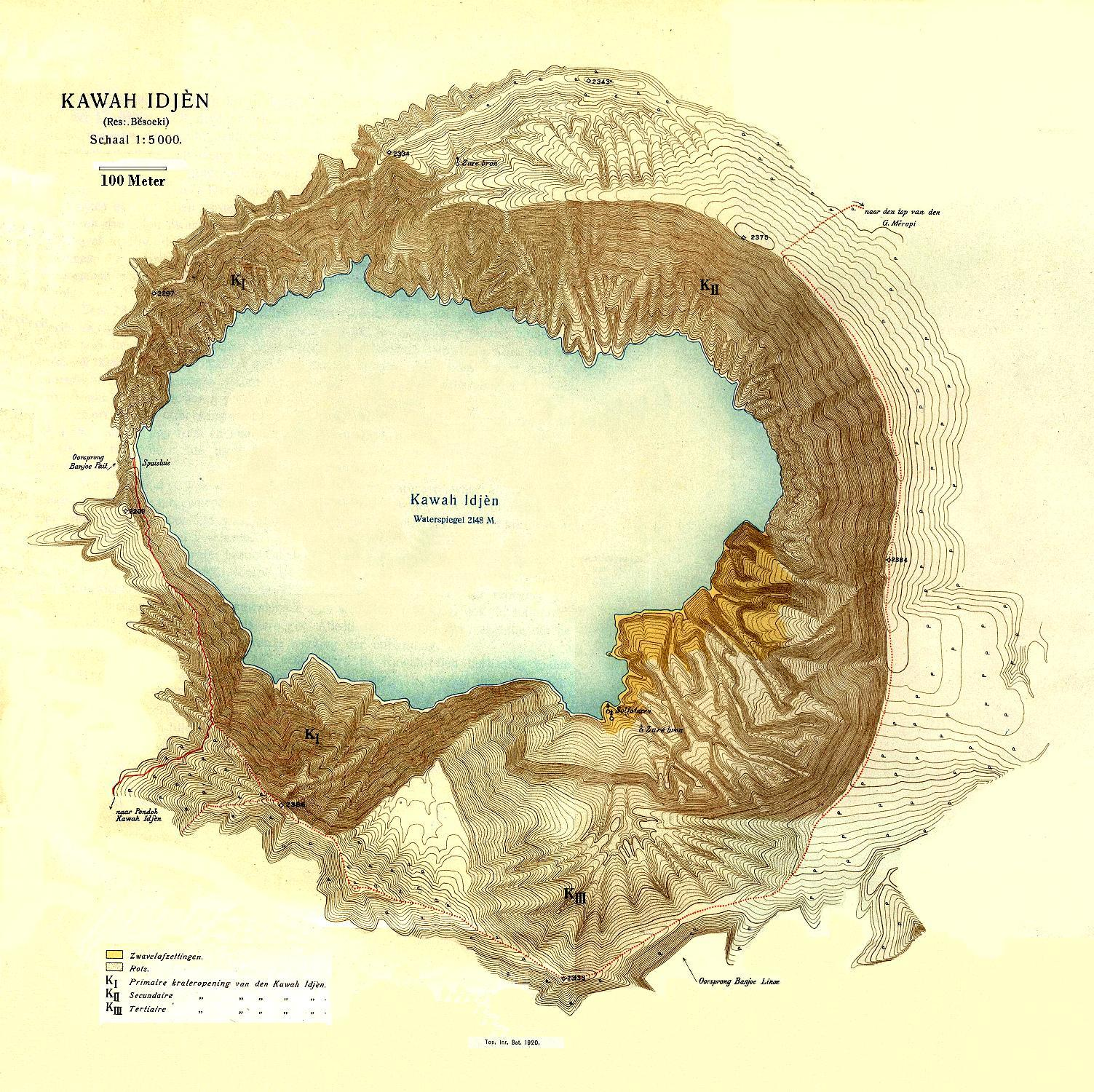
Carte de 1921 du cratère du Kawah Ijen avec la solfatare en jaune.

### Situation
Le Kawah Ijen se situe en Indonésie, à l'extrême Est de l'île de Java, dans la province de Java oriental et dans le Sud-Est de la caldeira de Kendeng du volcan Ijen, adossé au flanc ouest du Merapi, le point culminant de ce massif volcanique à ne pas confondre avec l'autre volcan Merapi de l'île de Java,. Il se trouve en face de l'île de Bali.
Il est entouré par le Merapi à l'est, la caldeira de Kendeng au nord-ouest, le Papak immédiatement à l'ouest et le Rante au sud-ouest.

### Topographie
Le cratère du Kawah Ijen abrite un lac acide ovale d'une superficie de 45 hectares et d'un kilomètre de longueur, de 600 mètres de largeur et couleur turquoise due à l'extrême acidité de ses eaux, ce qui lui vaut d'être considéré comme le lac le plus acide du monde avec un potentiel hydrogène avoisinant 0,2,. À proximité des berges de ce lac se trouve une solfatare produisant de grandes quantités de minerai de soufre qui se cristallise en concrétions après avoir été émis sous forme de vapeurs,.

### Géologie

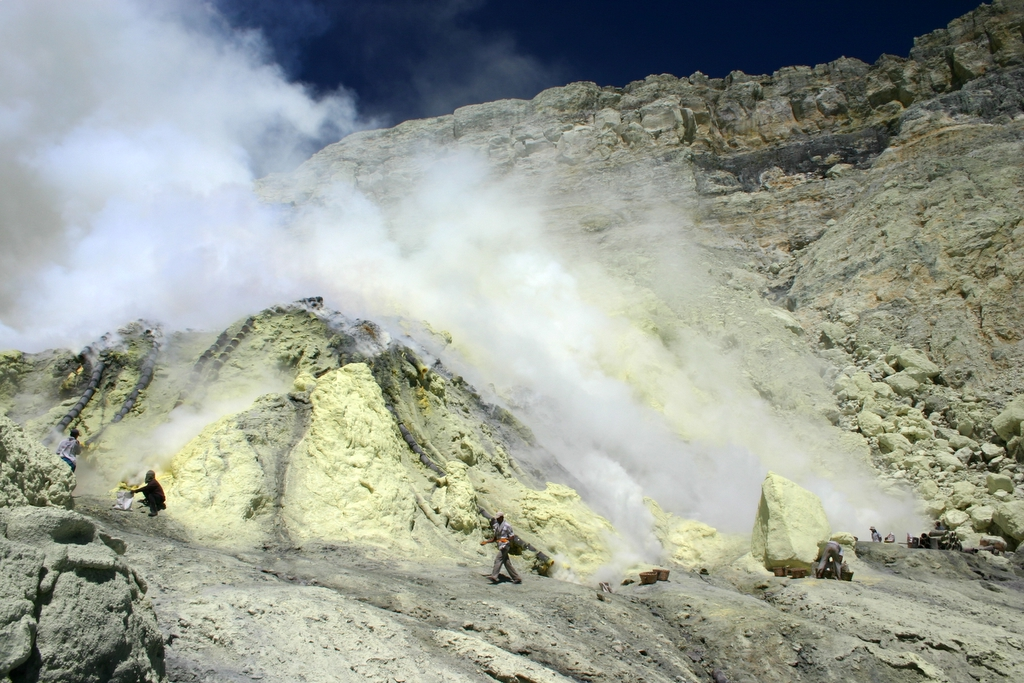
Vue de la solfatare du Kawah Ijen avec des mineurs extrayant du soufre.

Le Kawah Ijen est un volcan appartenant à la ceinture de feu du Pacifique et classé parmi les volcans gris en raison de ses éruptions majoritairement explosives avec un indice d'explosivité volcanique de 1 à 2 ainsi que des roches émises, des basaltes et des dacites, relativement riches en silice (46 à 63 %) et à teneur variable en potassium,.
Ce volcan est depuis plusieurs siècles le siège de la seule activité éruptive de l'Ijen,. Ces éruptions qui se concentrent à l'intérieur du cratère sont généralement phréato-magmatiques en raison de la présence du lac acide et les cendres produites engendrent des lahars qui s'écoulent dans les vallées environnantes,. Au cours de ces éruptions, le lac est également agité par la remontée de bulles de gaz volcaniques qui peuvent atteindre une dizaine de mètres de diamètre.

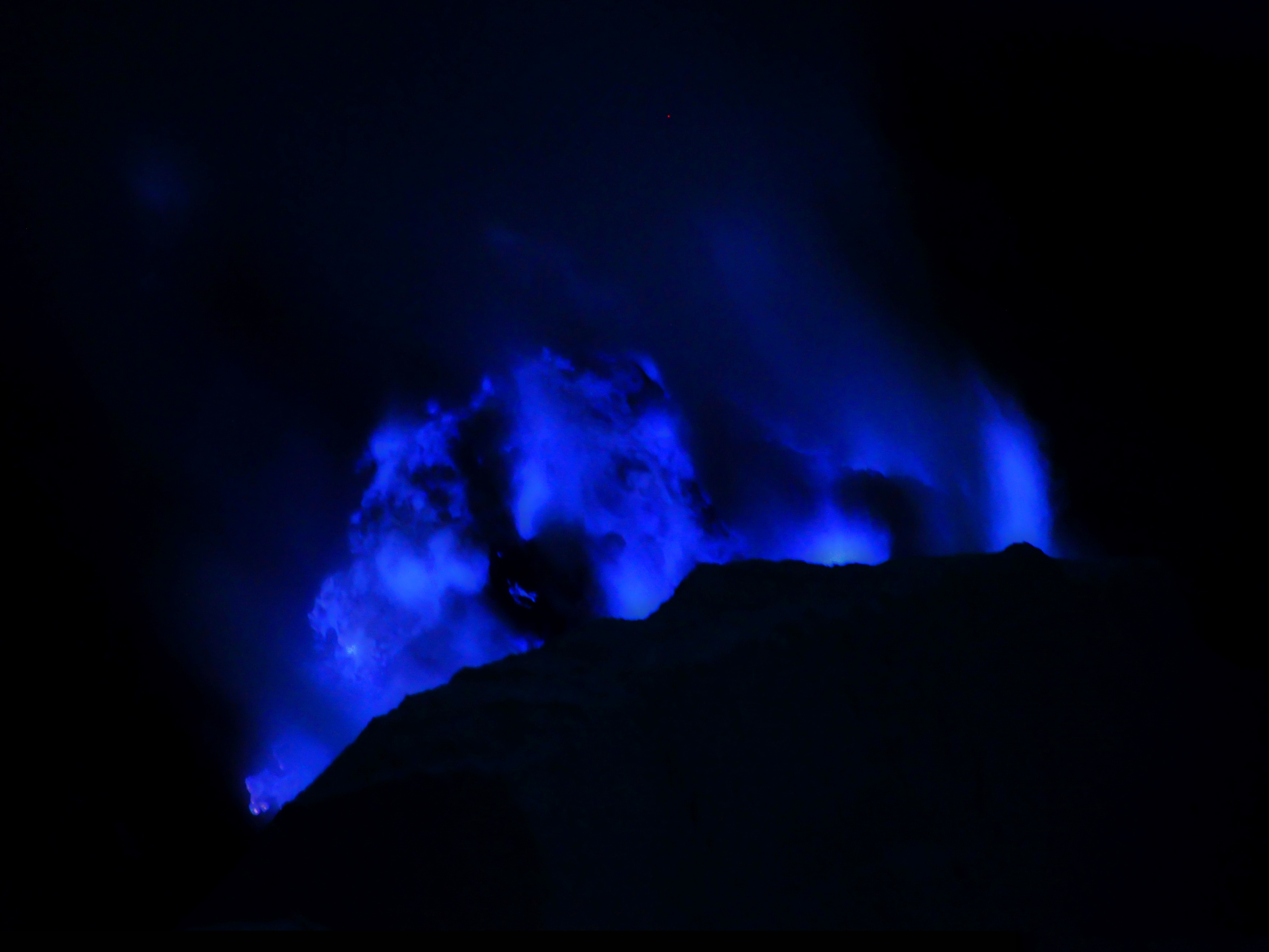
Lave bleue dans le cratère du Kawah Ijen.

La particularité du Kawah Ijen est la présence d'une solfatare sur le flanc interne sud-est du cratère, à proximité du rivage du lac et produisant de grandes quantités de soufre. Les vapeurs, dont la composition chimique est caractéristique des volcans de subduction, sont émises à une température d'environ 200 °C et sont principalement composées de dioxyde de soufre, de sulfure d'hydrogène et de vapeur d'eau ainsi que d'acide chlorhydrique bien qu'en moindre proportion ce qui leur donne une teinte jaunâtre. À sa sortie de terre à l'état gazeux, le soufre peut s'enflammer et produire des flammes bleues, phénomène particulièrement remarquable au Kawah Ijen,. Lorsqu'il se refroidit, il passe à l'état liquide avant de se cristalliser rapidement en formant des concrétions dont la couleur va du jaune canari à l'orangé. Exploité par des habitants de la caldeira de l'Ijen, la production de ce minerai de soufre est optimisée avec la canalisation des vapeurs ce qui permet une cristallisation plus rapide et plus abondante.
L'origine de cette solfatare est expliquée par la circulation de l'eau dans le sommet du volcan qui voit l'eau du lac acide s'infiltrer dans le volcan, se réchauffer au contact du magma au point de se vaporiser, se charger en éléments minéraux pour enfin remonter vers la surface en formant ces panaches jaunâtres de vapeur d'eau chargée en éléments minéraux.

### Hydrographie

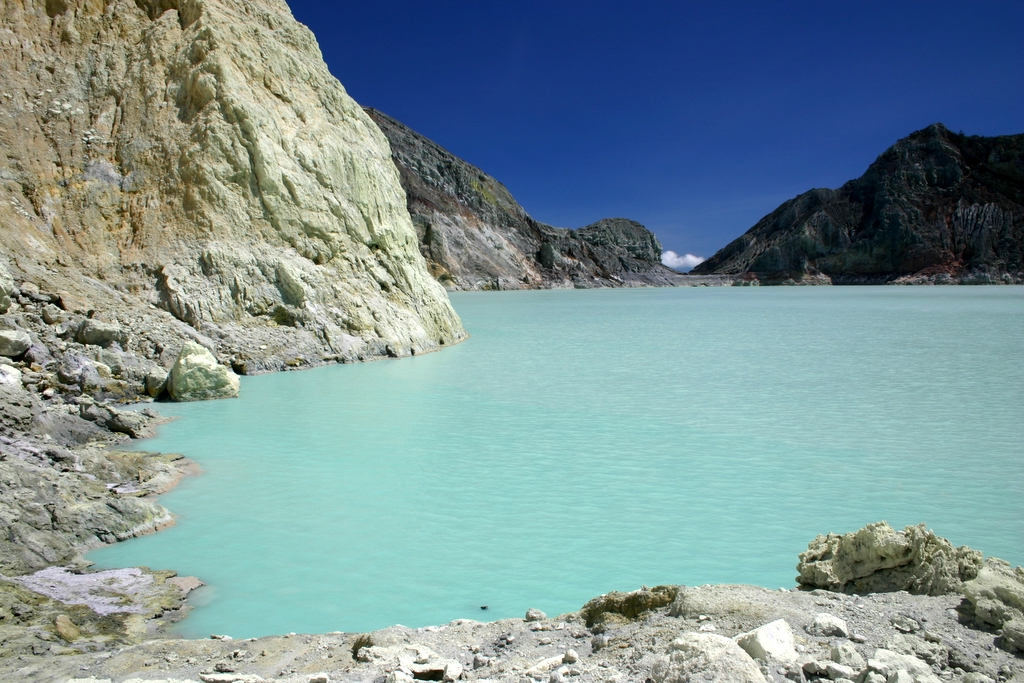
Vue du lac acide dans le cratère du Kawah Ijen. Le barrage construit par les néerlandais est visible au dernier plan.

Le lac de cratère du Kawah Ijen, en indonésien Danau Kawah Ijen, en javanais Tlaga Kawah Ijen, occupe le fond du cratère en entonnoir de ce volcan et son niveau se situe à 2 200 mètres d'altitude. Il est long d'un kilomètre, large de 600 mètres pour une superficie de 0,41 km2 et profond au maximum de 200 mètres, ce qui lui confère un volume de 36 000 000 m3. Même si la profondeur maximale semble avoir légèrement varié au fil des ans, les éruptions récentes n'ont pas modifié en profondeur la topographie sous-lacustre.
Ce lac est considéré comme étant le plus acide du monde avec un pH se situant autour de 0,2. Il se déverse naturellement par une brèche dans le cratère au rythme de cinquante litres par seconde et forme une rivière acide, la rivière Banyupahit qui devient la rivière Banyuputih, traversant la caldeira de Kendeng avant de se jeter dans la mer de Java au nord au bout d'une quarantaine de kilomètres. Alimenté par les précipitations qui sont au maximum de l'ordre de 250 millimètres par an, le niveau de l'eau du lac est variable, de même que sa superficie et son volume mais aussi son acidité et sa température. En effet, au cours de la saison sèche qui s'étend de mai à octobre, le niveau de l'eau peut baisser de quatre mètres, la température de surface des eaux du lac devenir plus élevée que la température de l'air et l'acidité du lac augmenter par rapport à la saison humide.
L'acidité extrême des eaux du lac est provoquée par la dissolution des gaz volcaniques émis en continu sous l'eau. Au contact de l'eau, ces gaz entraînent la dissolution d'acide sulfurique, de chlore et de fluor qui peuvent s'agglomérer en sphérules de sulfures de cinq millimètres de diamètre qui flottent alors à la surface du lac.

## Histoire

### Formation
Il y a 50 000 ans, le volcan Old Ijen s'élevant à 3 500 mètres d'altitude et formé depuis 250 000 ans entre dans une éruption qui le détruira quasi complètement en donnant alors naissance à l'actuelle caldeira de Kendeng. Par la suite, des cônes se mettent en place sur le rebord sud de la caldeira dont le Kawah Ijen, le dernier qui se constitue à partir d'il y a environ 2 590 ans.

### Histoire récente

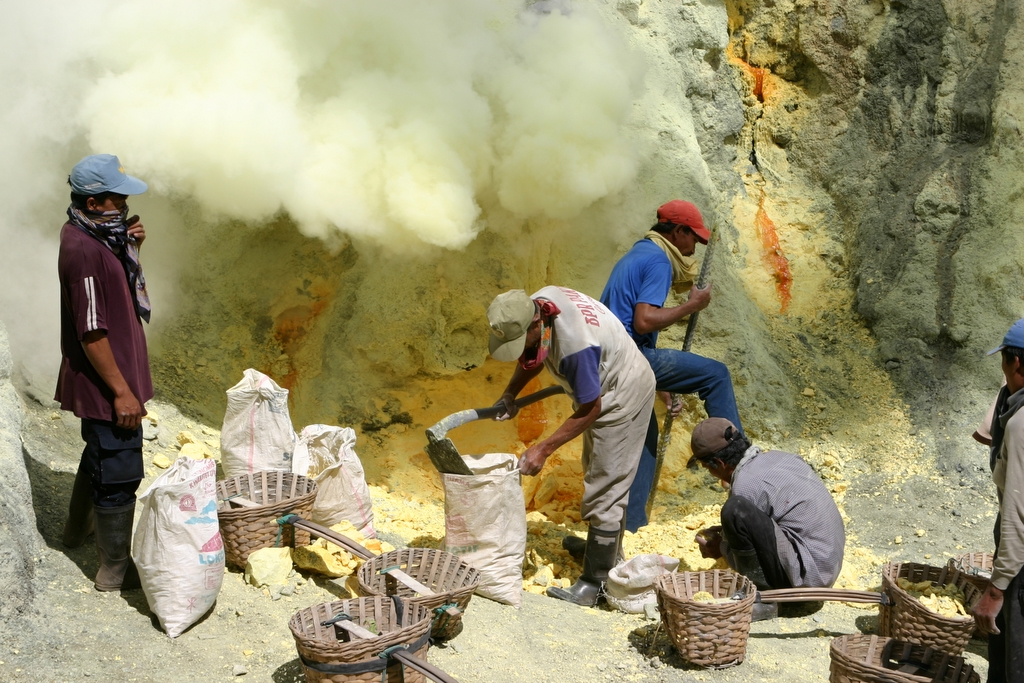
Des mineurs récoltent du minerai de soufre (en jaune et orange) qu'ils chargent dans des paniers portés sur l'épaule.

De la première éruption observée par les Occidentaux qui remonte à 1796 à la dernière en date qui s'est déroulée du 29 juillet au 15 août 2002, dix éruptions se sont produites sur le Kawah Ijen. Ces éruptions représentent l'intégralité de l'activité volcanique de l'Ijen sous la forme d'explosions parfois phréatiques ainsi que l'émission de lahars comme en 1796, 1817 et 1917. La seule éruption ayant entraîné des dégâts matériels notables et des morts est celle du 15 janvier au 18 février 1817.
En 1921, les Néerlandais, colonisateurs de l'Indonésie alors appelée Indes orientales néerlandaises, décident de construire un barrage, toujours en place depuis, au niveau de la brèche du cratère, permettant ainsi de réguler le niveau du lac et de prévenir tout débordement, notamment au cours de la saison humide, qui pourrait se révéler dangereux en raison de la présence de villages et de cultures de caféiers en contrebas, dans la caldeira de Kendeng.
Le minerai de soufre de la solfatare du Kawah Ijen est exploité depuis plusieurs décennies par des villageois de la caldeira de l'Ijen. Ces derniers extraient le minerai à coup de barre à mine sous la forme de blocs de plusieurs dizaines de kilogrammes chacun qu'ils installent dans des paniers. Ils remontent alors à pied du cratère avec ces lourds paniers puis redescendent le flanc du volcan dans la vallée jusqu'à un point de collecte où le soufre est conduit par camion à une usine de traitement. Afin d'optimiser la formation de ce minerai, un système de tuyaux métalliques a été installé à la sortie des principales bouches. Les vapeurs sont alors refroidies plus rapidement et la concentration élevée en minéraux accélère leur cristallisation, augmentant par là même le rendement de cette industrie. Ce métier n'est pas sans danger pour les mineurs car outre l'effort physique à fournir principalement représenté par la marche en altitude et le portage du minerai, la cohabitation durant des heures avec des composés chimiques est néfaste pour la santé : l'évaporation du lac acide tout proche et les vapeurs dégagées par la solfatare sont hautement chargées en acide chlorhydrique, acide sulfurique, dioxyde de soufre, etc., qui attaquent les muqueuses, les yeux, la peau, etc. L'espérance de vie des mineurs se situe entre 40 ans et 50 ans.